# Пам'ятки архітектури Ялтинської міськради
На території Ялтинської міськради перебуває 172 пам'ятки архітектури, з яких 5 — національного значення.
| № п/п                  | Обліковій номер | Найменування пам'ятника                                                                                             | дата                                                                                   | Місто                                                                                       | Розташування | Рішення про взяття на облік | фото |
| ---------------------- | --------------- | --- | -------------------------------------------------------------------------------------- | ------------------------------------------------------------------------------------------- | --- | --- | ---- |
| м. Ялта                |                 | |                                                                                        |                                                                                             | | |      |
| Місцевого значення     |                 | |                                                                                        |                                                                                             | | |      |
| 1                      | 4720-АР         | Торгові ряди Стахєєва                                                                                               | 1899 р.                                                                                | Ялта                                                                                        | наб. ім. В. І. Леніна, 11, літер "А " | Наказ МКтаТ України від 25.10.2010 № 957/0/16-10 |      |
| 2                      | 4766-АР         | будівля колишніх торгових рядів                                                                                     | 1898-1899 рр..                                                                         | Ялта                                                                                        | наб. ім. В. І. Леніна, 15/ вул. Краснова, 1, літер "А " | Наказ Міністерства культури України від 20.01.2012 № 45 |      |
| 3                      | 4721-АР         | Будинок прибутковий з магазинами                                                                                    | 1912 р.                                                                                | Ялта                                                                                        | наб. ім. В. І. Леніна, 17, літер "А " | Наказ МКтаТ України від 25.10.2010 № 957/0/16-10 |      |
| 4                      | -               | Будинок Агадишевой                                                                                                  | 1870 р.                                                                                | Ялта                                                                                        | наб. ім. В. І. Леніна, 19 | Рішення КО від 19.02.1991 № 39 |      |
| 5                      | 4774-АР         | Будинок житловий | 1870 р.                                                                                | Ялта                                                                                        | наб. ім. В. І. Леніна, 21/ вул. Морська, 1, літер «Б» | Наказ МК України від 20.01.2012 № 45 |      |
| 6                      | 4667-АР         | Будинок Е. О. Майтопа                                                                                               | 1901 р.                                                                                | Ялта                                                                                        | наб. ім. В. І. Леніна, 23/ вул. Морська, 2, літер "А " | Наказ МК України від 16.06.2011 № 453/0/16-11; Наказ МКтаТ Україна від 25.10.2010 № 957/0/16-10; Наказ МКтаТ України від 03.02.2010 № 58/0/16-10 |      |
| 7                      | 3493-АР         | Будинок Решеткіна М. П.                                                                                             | 1884-1886 рр..                                                                         | Ялта                                                                                        | наб. ім. В. І. Леніна, 25/ вул. Морська, 4, літер «А», «А1», «А2» | Наказ МКтаТ України від 25.10.2010 № 957/0/16-10 |      |
| 8                      | 4771-АР         | Будівля аптеки та парфумерного магазина Я. А. Левентона                                                             | кінець XIX ст.-початок XX ст.                                                          | Ялта                                                                                        | наб. ім. В. І. Леніна, 27/ пер. Чорноморський, 1, літер «А», «Б», "Д " | Наказ МК України від 20.01.2012 № 45 |      |
| 9                      | 4666-АР         | Будівля Азово-Донського комерційного банку                                                                          | 1909 р.                                                                                | Ялта                                                                                        | наб. ім. В. І. Леніна, 3, літер "А " | Наказ МК України від 16.06.2011 № 453/0/16-11; Наказ МКтаТ України від 03.02.2010 № 58/0/16-10 |      |
| 10                     | -               | Колишня лікарня «Роффе»                                                                                             | XIX ст.                                                                                | Ялта                                                                                        | наб. ім. В. І. Леніна, 31 | Рішення КО від 19.02.1991 № 39; Рішення Ялтинського міського виконавчого комітету від 24.01.1992 № 64 |      |
| 11                     | 3807            | Церква Святого Феодора Тирона з обійстям                                                                            |                                                                                        | Ялта                                                                                        | пров. Колгоспний, 1/ вул. Нахімова, (вул. Григор'єва, 7) | Постанова РМ АР Крим від 22.04.1997 № 125 |      |
| 12                     | -               | Вілла | кінець XIX ст.                                                                         | Ялта                                                                                        | пров. Лавровий, 4 (вул. Кірова, 28/2) | Рішення КО від 19.02.1991 № 39 |      |
| 13                     | -               | Колишній житловий будинок Авенаріус, в якому розташовувалася лікарня доктора І. Н. Альтшуллера                      | друга половини XIX ст.                                                                 | Ялта                                                                                        | пров. Потьомкінський, 3 | Рішення КО від 19.02.1991 № 39; Наказ Рескомітету з охорони та використання пам'яток історії та культури від 02.04.2001 № 4-в, рег. № 22/308 від 17.04.2001 ГУ юстиції Мінюстиції Україні в АРК                                                           |      |
| 14                     | -               | Колишній житловий будинок Роффе                                                                                     |                                                                                        | Ялта                                                                                        | пров. Потьомкінський, 4 | Рішення КО від 19.02.1991 № 39 |      |
| 15                     | -               | Колишній особняк |                                                                                        | Ялта                                                                                        | пров. Потьомкінський, 5, літер "А " | Рішення КО від 19.02.1991 № 39 |      |
| 16                     | -               | Колишній житловий будинок                                                                                           |                                                                                        | Ялта                                                                                        | пров. Потьомкінський, 6 | Рішенням КО від 19.02.1991 № 39 |      |
| 17                     | -               | Колишній житловий будинок                                                                                           |                                                                                        | Ялта                                                                                        | пров. Потьомкінський, 8 | Рішенням КО від 19.02.1991 № 39 |      |
| 18                     | 3808            | Будинок А. Т. Тянкова                                                                                               | 1900г.                                                                                 | Ялта                                                                                        | вул. Бірюкова, 12/16 | Постанова РМ АР Крим від 22.04.1997 № 125, діл. № 3808; Наказ Рескомітету з охорони та використання пам'яток історії та культури від 02.04.2001 р. № 4-в, рег. № 22/308 від 17.04.2001 р. ГУ юстиції Мінюстиції Україні в АРК                             |      |
| 19                     | 4716-АР         | Будинок житловий спадкоємців Д. О. Ага                                                                              | друга половина XIX ст.                                                                 | Ялта                                                                                        | вул. Боткінська, 1, літер "А " | Наказ МКтаТ України від 25.10.2010 № 957/0/16-10 |      |
| 20                     | -               | Житловий будинок | друга половина XIX ст.                                                                 | Ялта                                                                                        | вул. Боткінська, 10 | Рішення КО від 19.02.1991 № 39 |      |
| 21                     | -               | Вілла | кінець XIX ст.                                                                         | Ялта                                                                                        | вул. Боткінська, 11, літер "А " | Рішення КО від 19.02.1991 № 39 |      |
| 22                     | -               | Житловий будинок | друга половина XIX ст.                                                                 | Ялта                                                                                        | вул. Боткінська, 12 | Рішення КО від 19.02.1991 № 39 |      |
| 23                     | -               | Житловий будинок |                                                                                        | Ялта                                                                                        | вул. Боткінська, 16, літер "А " | Рішення КО від 19.02.1991 № 39 |      |
| 24                     | -               | Колишній житловий будинок                                                                                           |                                                                                        | Ялта                                                                                        | вул. Боткінська, 3 | Рішення КО від 19.02.1991 № 39 |      |
| 25                     | 4768-АР         | Будинок С. С. Костріцкого                                                                                           | 1894-1896 рр..                                                                         | Ялта                                                                                        | вул. Боткінська, 7, літер "А " | Наказ МК України від 20.01.2012 № 45 |      |
| 26                     | -               | Вілла (садиба Яновського)                                                                                           | друга половина XIX ст.-Початок XX ст.                                                  | Ялта                                                                                        | вул. Боткінська, 9 | Рішення КО від 19.02.1991 № 39 |      |
| 27                     | -               | Будівля колишнього краєзнавчого музею (будинок прик)                                                                | початок XX ст.                                                                         | Ялта                                                                                        | вул. Гоголя, 12 | Постанова РМ АР Крим від 09.03.1994 № 54 |      |
| 28                     | -               | Церква (Миколаївська військова церква)                                                                              | 1916 р.                                                                                | Ялта                                                                                        | вул. Дражинського, 44а, літер «А», «а» | Рішення КО від 05.06.1984 № 284 |      |
| 29                     | 4718-АР         | Готель"Санкт-Петербург"                                                                                             | кінець XIX ст.                                                                         | Ялта                                                                                        | вул. Катерининська, 1/ наб.ім. В. І. Леніна, 33, літер "А " | Наказ МКтаТ України від 25.10.2010 № 957/0/16-10 |      |
| 30                     | -               | Житловий будинок |                                                                                        | Ялта                                                                                        | вул. Катерининська, 10 | Рішення КО від 19.02.1991 № 39 |      |
| 31                     | 4770-АР         | Будинок житловий | кінець XIX в.                                                                          | Ялта                                                                                        | вул. Катерининська, 12, літер "А " | Наказ МК України від 20.01.2012 № 45 |      |
| 32                     | 590-АР          | * Будівля міської театру ім. А. П. Чехова                                                                           | початок XX ст.                                                                         | Ялта                                                                                        | вул. Катерининська, 13, літер "А " | Наказ МКтаТ України від 25.10.2010 № 957/0/16-10 (внесений до Державного реєстру нерухомих пам'яток України як пам'ятка історії, архітектури та містобудування)                                                                                           |      |
| 33                     | 4569-АР         | Бібліотека міська колишня                                                                                           | друга половина XIX в.                                                                  | Ялта                                                                                        | вул. Катерининська, 13а, літер «А» | Наказ МК України від 16.06.2011 № 453/0/16-11; Наказ МКтаТ України від 03.02.2010 № 58/0/16-10 |      |
| 34                     | -               | Колишній житловий будинок Медведівської                                                                             |                                                                                        | Ялта                                                                                        | вул. Катерининська, 14 | Рішення КО від 19.02.1991 № 39; Наказ Рескомітету з охорони та використання пам'яток історії та культури від 02.04.2001 р. № 4-в, рег. № 22/308 від 17.04.2001 р. ГУ юстиції Мінюстиції Україні в АРК                                                     |      |
| 35                     | 4765-АР         | Будівля колишнього товариства взаємного кредиту                                                                     | початок XX ст.                                                                         | Ялта                                                                                        | вул. Катерининська, 16/ вул. Чехова, 22, літер "А " | Наказ Міністерства культури Україна від 20.01.2012 № 45 |      |
| 36                     | 598-АР          | Будинок композитора Спендіарова А. А.                                                                               | 1881 р.                                                                                | Ялта                                                                                        | вул. Катерининська, 3, літер «А», "Б " | Наказ МКтаТ України від 25.10.2010 № 957/0/16-10 |      |
| 37                     | -               | Колишній міжнародний комерційний банк                                                                               | XIX ст.                                                                                | Ялта                                                                                        | вул. Катерининська, 4 | Рішення КО від 19.02.1991 № 39 |      |
| 38                     | -               | Будинок житловий (А. Ф. Фролова-Багрєєва)                                                                           | кінець XIX ст.-Початок XX ст.                                                          | Ялта                                                                                        | вул. Катерининська, 5 | Рішення КО від 20.02.1990 № 48; Наказ Рескомітету з охорони та використання пам'яток історії та культури від 02.04.2001 № 4-в, рег. № 22/308 від 17.04.2001 р. ГУ юстиції Мінюстиції Україні в АРК                                                        |      |
| 39                     | -               | Колишній житловий будинок Лещинської                                                                                |                                                                                        | Ялта                                                                                        | вул. Катерининська, 6/ пер. Потьомкінський, 2 | Рішення КО від 19.02.1991 № 39 |      |
| 40                     | -               | Будинок житловий (А. Ф. Фролова-Багрєєва; на 1910г. — Булгакова А. Н.)                                              | кінець XIX ст.-початку ХХст.                                                           | Ялта                                                                                        | вул. Катерининська, 7 | Рішення КО від 20.02.1990 № 48; Наказ Рескомітету з охорони та використання пам'яток історії та культури від 02.04.2001 р. № 4-в, рег. № 22/308 від 17.04.2001 р. ГУ юстиції Мінюстиції Україні в АРК                                                     |      |
| 41                     | -               | Житловий будинок |                                                                                        | Ялта                                                                                        | вул. Катерининська, 9 | Рішення КО від 19.02.1991 № 39; Наказ Рескомітету з охорони та використання пам'яток історії та культури від 02.04.2001 р. № 4-в, рег. № 22/308 від 17.04.2001 р. ГУ юстиції Мінюстиції Україні в АРК                                                     |      |
| 42                     | -               | Вірменська церква                                                                                                   | 1884-1916 рр..                                                                         | Ялта                                                                                        | вул. Заміська, 3 | Рішення КО від 22.05.1979 № 284 |      |
| 43                     | 4571-АР         | Будинок житловий Берліном Е. Н.                                                                                     | кінець XIX в.-Початок XX в.                                                            | Ялта                                                                                        | вул. Кірова, 12/ пер. Партизанський, 7, літер «В» | Наказ МКтаТ України від 25.10.2010 № 957/0/16-10 |      |
| 44                     | 4719-АР         | Будинок житловий | середина XIX ст.                                                                       | Ялта                                                                                        | вул. Кірова, 14/ пер. Партизанський, 6, літер «А», "Б " | Наказ МКтаТ України від 25.10.2010 № 957/0/16-10 |      |
| 45                     | 4573-АР         | Будинок житловий Сибірцево Н. Д.                                                                                    | 1892-1898 рр..                                                                         | Ялта                                                                                        | вул. Кірова, 15, літер "А " | Наказ МКтаТ України від 25.10.2010 № 957/0/16-10 |      |
| 46                     | 4669-АР         | Будинок житловий | початок XX ст.                                                                         | Ялта                                                                                        | вул. Кірова, 16, літер "А " | Наказ МК України від 16.06.2011 № 453/0/16-11; Наказ МКтаТ України від 03.02.2010 № 58/0/16-10 |      |
| 47                     | -               | Житловий будинок | середина XIX ст.                                                                       | Ялта                                                                                        | вул. Кірова, 18, літер «А», «В», «Г» | Рішення КО від 19.02.1991 № 39 |      |
| 48                     | -               | Житловий будинок | середина XIX ст.                                                                       | Ялта                                                                                        | вул. Кірова, 20 | Рішення КО від 19.02.1991 № 39 |      |
| 49                     | -               | Житловий будинок | середина XIX ст.                                                                       | Ялта                                                                                        | вул. Кірова, 22 | Рішення КО від 19.02.1991 № 39 |      |
| 50                     | -               | Особняк баронів Меллер                                                                                              | середина XIX ст.                                                                       | Ялта                                                                                        | вул. Кірова, 24а | Рішення КО від 19.02.1991 № 39 |      |
| 51                     | -               | Колишній будинок купця Гофшнейдера                                                                                  |                                                                                        | Ялта                                                                                        | вул. Кірова, 26б | Рішення КО від 19.02.1991 № 39 |      |
| 52                     | 4773-АР         | Будинок князя М. Р. Долгорукова                                                                                     | 1905 р.                                                                                | Ялта                                                                                        | вул. Кірова, 27, літер «П» | Наказ МК України від 20.01.2012 № 45 |      |
| 53                     | 4580-АР         | Будинок Е. П. Богдановіч                                                                                            | кінець XIX в.                                                                          | Ялта                                                                                        | вул. Кірова, 27/ вул. Щорса, 2, літер "А " | Наказ МКтаТ України від 25.10.2010 № 957/0/16-10 |      |
| 54                     | -               | Житловий будинок | Ялта                                                                                   |                                                                                             | вул. Кірова, 30 | Рішення КО від 19.02.1991 № 39 |      |
| 55                     | 3486            | Комплекс садиби |                                                                                        | Ялта                                                                                        | вул. Кірова, 34/ вул. Боткінська, 27 | Постанова Уряду АР Крим від 19.03.1996 № 72, уч. № 3486; Наказ Рескомітету з охорони та використання пам'яток історії та культури від 02.04.2001 р. № 4-в, рег. № 22/308 від 17.04.2001 ГУ юстиції Мінюстиції Україні в АРК                               |      |
| 56                     | 4576-АР         | Будинок княгині Н. А. Барятинської                                                                                  | 80-і роки XIX в.                                                                       | Ялта                                                                                        | вул. Кірова, 39, літер "А " | Наказ МК України від 16.06.2011 № 453/0/16-11; Наказ МКтаТ Україна від 03.02.2010 № 58/0/16-10 |      |
| 57                     | 4668-АР         | Будинок житловий | 1893-1900 рр..                                                                         | Ялта                                                                                        | вул. Кірова, 8/ вул. Морська, 12, літер «А», «Б», «В» | Наказ МК України від 16.06.2011 № 453/0/16-11; Наказ МКтаТ України від 03.02.2010 № 58/0/16-10 |      |
| 58                     | -               | Житловий будинок | середина XIX ст.                                                                       | Ялта                                                                                        | вул. Краснова, 6 (вул. Кірова) | Рішення КО від 19.02.1991 № 39 |      |
| 59                     | 4119            | Будинок з садибою генерал-лейтенанта графа І. Г. Ностіца (колишня дача «Геталіта»)                                  | кінець XIX ст.-початок XX ст.                                                          | Ялта                                                                                        | вул. Ломоносова, 27 | Постанова РМ АР Крим від 20.01.1998 № 15 |      |
| 60                     | 609/2-АР        | Клуб-їдальня Будинку творчості письменників ім. А. П. Чехова                                                        | початок XX ст.                                                                         | Ялта                                                                                        | вул. Манагарова, 7, літер «Б» | Наказ МК України від 20.01.2012 № 45 |      |
| 61                     | 609/1-АР        | Будівля адміністративне Будинку творчості письменників ім. А. П. Чехова                                             | початок XX ст.                                                                         | Ялта                                                                                        | вул. Манагарова, 7, літер «В» | Наказ МК України від 20.01.2012 № 45 |      |
| 62                     | -               | Житловий будинок | середина XIX ст.                                                                       | Ялта                                                                                        | вул. Маршака, 3/ вул. Кірова, 38 | Рішення КО від 19.02.1991 № 39 |      |
| 63                     | 4722-АР         | Будинок житловий | 1907 р.                                                                                | Ялта                                                                                        | вул. Морська, 5, літер "А " | Наказ МКтаТ України від 25.10.2010 № 957/0/16-10 |      |
| 64                     | 3488            | Будинок С. П. Боньє, в якому бували І. А. Бунин, А. І. Куприн, В. І. Ребіков                                        |                                                                                        | Ялта                                                                                        | вул. Пушкінська, 13 | Постанова Уряду АР Крим від 19 03.1996 № 72, уч. № 3488 |      |
| 65                     | -               | Бельведер | початок XX ст.                                                                         | Ялта                                                                                        | вул. Пушкінська, 15 | Рішення КО від 20.02.1990 № 48 |      |
| 66                     | 3487            | Будинок, в якому жив академік архітектури Краснов Н. П.                                                             | Ялта                                                                                   | вул. Пушкінська                                                                             | 19 | Постанова Уряду АР Крим від 19.03.1996 № 72 |      |
| 67                     | -               | Будівля колишньої поліцейської управи                                                                               | середина XIX ст.                                                                       | Ялта                                                                                        | вул. Пушкінська, 23, санаторій " Енергетик ", корпус № 2 | Постанова РМ АРК від 09.03.1994 № 54 |      |
| 68                     | -               | Будівля колишнього казначейства                                                                                     | середина XIX ст.                                                                       | Ялта                                                                                        | вул. Пушкінська, 23, санаторій " Енергетик корпус № 3 | Постанова РМ АРК від 09.03.1994 № 54 |      |
| 69                     | 4769-АР         | Костел | початок XX ст.                                                                         | Ялта                                                                                        | вул. Пушкінська, 25, літер "А " | Наказ МК України від 20.01.2012 № 45 |      |
| 70                     | -               | Колишня вілла (будинок М. П. Атарова)                                                                               | середина XIX ст.                                                                       | Ялта                                                                                        | вул. Пушкінська, 5, 5г | Рішення КО від 19.02.1991 № 39; Наказ Рескомітету з охорони та використання пам'яток історії та культури від 02.04.2001 № 4-в, рег. № 22/308 від 17.04.2001 ГУ юстиції Мінюстиції Україні в АРК                                                           |      |
| 71                     | 3489            | Будівля колишньої Ялтинської міської управи та думи                                                                 | ІІ половини XIX ст.                                                                    | Ялта                                                                                        | вул. Рузвельта, 1, літер "А " | Постанова Уряду АРК від 19.03.1996 № 72, уч. № 3489 |      |
| 72                     | 3815-АР         | Готель «Центральний» Е. Е. Соколова                                                                                 | початок XX ст.                                                                         | Ялта                                                                                        | вул. Рузвельта, 10, літер «Б» | Наказ МКтаТ України від 25.10.2010 № 957/0/16-10 |      |
| 73                     | 3816-АР         | Готель"Бристоль" | 1915 р.                                                                                | Ялта                                                                                        | вул. Рузвельта, 12, літер «А» | Наказ МКтаТ України від 25.10.2010 № 957/0/16-10 |      |
| 74                     | 3813-АР         | Будинок прибутковий графа А. А. Мордвінова                                                                          | 1900 р.                                                                                | Ялта                                                                                        | вул. Рузвельта, 2/ вул. Ігнатенко, 1, літер "А " | Наказ МКтаТ України від 25.10.2010 № 957/0/16-10 |      |
| 75                     | 3812            | Прибутковий будинок купців Фольтовичів (Фальтових)                                                                  | 1910 р.                                                                                | Ялта                                                                                        | вул. Рузвельта, 4 | Постанова РМ АР Крим від 22.04.1997 № 125, діл. № 3812 |      |
| 76                     | 3814            | Домоволодіння С.Гріппіоті                                                                                           | 1843 р.                                                                                | Ялта                                                                                        | вул. Рузвельта, 6, 8 | Постанова РМ АР Крим від 22.04.1997 № 125, діл. № 3814 |      |
| 77                     | 3490            | Будівля колишнього санаторію ім. Імператриці Марії Федорівни                                                        | Ялта                                                                                   | вул. Садова                                                                                 | 18, корпус № 1 санаторію "Ялта ", КЧФ | Постанова Уряду АР Крим від 19.03.1996 № 72, уч. № 3490 |      |
| 78                     | 3491            | Собор Олександра Невського                                                                                          | кінець XIX в.                                                                          | Ялта                                                                                        | вул. Садова, 2/ вул. Войкова, 1 | Постанова Уряду АР Крим від 19.03.1996 № 72, уч. № 3491 |      |
| 79                     | -               | Будівля | початок XX ст.                                                                         | Ялта                                                                                        | вул. Садова, 4 | Рішення КО від 20.02.1990 № 48 |      |
| 80                     | -               | Будівля рибокомбінату                                                                                               |                                                                                        | Ялта                                                                                        | вул. Свердлова, 2 | Рішення КО від 20.02.1990 № 48 |      |
| 81                     | 3810            | Садово-парковий архітектурний комплекс                                                                              |                                                                                        | Ялта                                                                                        | вул. Севастопольська, 12/ наб ім. В. І. Леніна, 43 | Постанова РМ АР Крим від 22.05.1997 № 125, діл. № 3810; Рішення КО від 05.06.1984 № 284; Наказ Рескомітету з охорони та використання пам'яток історії та культури від 02.04.2001 № 4-в, рег. № 22/308 від 17.04.2001 ГУ юстиції Мінюстиції Україні в АРК; |      |
| 82                     | -               | Дзвіниця колишньої церкви Іоанна Златоуста                                                                          | 1837 р. (1887 р.).                                                                     | Ялта                                                                                        | вул. Толстого, 10 | Рішення КО від 22.05.1979 № 284 |      |
| 83                     | 4723-АР         | Парк санаторію ім. А. П. Чехова                                                                                     | 1900-1913 рр..                                                                         | Ялта                                                                                        | вул. Халтуріна, 32, 32а | Наказ МКтаТ України від 25.10.2010 № 957/0/16-10 (внесений до Державного реєстру нерухомих пам'яток України як пам'ятка садово-паркового мистецтва) |      |
| 84                     | 4724-АР         | Палац графа А. Н. Новосільцева                                                                                      | початок 50 рр.. XX ст.                                                                 | Ялта                                                                                        | вул. Халтуріна, 32, літер «А» (корпус № 1) | Наказ МКтаТ України від 25.10.2010 № 957/0/16-10 |      |
| 85                     | 4725-АР         | Особняк для курортників                                                                                             | початок 60-70 рр.. XIX в.                                                              | Ялта                                                                                        | вул. Халтуріна, 32, літер «В» (корпус № 3) | Наказ МКтаТ України від 25.10.2010 № 957/0/16-10 |      |
| 86                     | 4772-АР         | Будинок житловий | кінець XIX ст.                                                                         | Ялта                                                                                        | вул. Чехова, 1/ вул. Морська, 10, літер «А», "Б " | Наказ Міністерства культури Україна від 20.01.2012 № 45 |      |
| 87                     | 4767-АР         | Кірха | 1885 р.                                                                                | Ялта                                                                                        | вул. Чехова, 10, літер "А " | Наказ МК України від 20.01.2012 № 45 |      |
| 88                     | -               | Колишня лікарня доктора С. Н. Васільева                                                                             |                                                                                        | Ялта                                                                                        | вул. Чехова, 11, 1) літер «А»; 2) літер «Б», «В». | Рішення КО від 20.02.1990 № 48; Наказ Рескомітету з охорони та використання пам'яток історії та культури від 02.04.2001 № 4-в, рег. № 22/308 від 17.04.2001 ГУ юстиції Мінюстиції Україні в АРК                                                           |      |
| 89                     | -               | Колишня вілла П. Ф. Соболева                                                                                        | кінець XIX ст.                                                                         | Ялта                                                                                        | вул. Чехова, 13а, літер "А " | Рішення КО від 19.02.1991 № 39; Наказ Рескомітету з охорони та використання пам'яток історії та культури від 02.04.2001 № 4-в, рег. № 22/308 від 17.04.2001 р. ГУ юстиції Мінюстиції Україні в АРК                                                        |      |
| 90                     | -               | Колишня вілла доктора С. Н. Васільева                                                                               | Ялта                                                                                   | вул. Чехова, 13б                                                                            | Рішення КО від 19.02.1991 № 39; Наказ Рескомітету з охорони та використання пам'яток історії та культури від 02.04.2001 № 4-в, рег. № 22/308 від 17.04.2001 ГУ юстиції Мінюстиції Україні в АРК | |      |
| 91                     | 4726-АР         | Будинок житловий | 1913 р.                                                                                | Ялта                                                                                        | вул. Чехова, 14, літер "А " | Наказ МКтаТ України від 25.10.2010 № 957/0/16-10 |      |
| 92                     | -               | Будівля | Ялта                                                                                   | вул. Чехова, 16                                                                             | Рішення КО від 20.02.1990 № 48 | |      |
| 93                     | 1536-АР         | Будинок житловий | кінець XIX в. — початок XX в.                                                          | Ялта                                                                                        | вул. Чехова, 2/ вул. Морська, 8, літер "А " | Наказ МКтаТ України від 25.10.2010 № 957/0/16-10 |      |
| 94                     | 4727-АР         | Будинок житловий | 1886 р.                                                                                | Ялта                                                                                        | вул. Чехова, 20/ вул. Катерининська, 15, літер «А», "Б " | Наказ МКтаТ України від 25.10.2010 № 957/0/16-10 |      |
| 95                     | 4717-АР         | Готель «Метрополь»                                                                                                  | 1902 р.                                                                                | Ялта                                                                                        | вул. Чехова, 25/ вул. Боткінська, 13, літер "А " | Наказ МКтаТ України від 25.10.2010 № 957/0/16-10 |      |
| 96                     | -               | Садиба барона В. П. Меллер-Закомельского: парк                                                                      |                                                                                        | Ялта                                                                                        | вул. Чехова, 26 | Рішення КО від 19.02.1991 № 39; Наказ Рескомітету з охорони та використання пам'яток історії та культури від 02.04.2001 № 4-в (додаток № 2), рег. № 22/308 від 17.04.2001 ГУ юстиції Мінюстиції Україні в АРК                                             |      |
| 97                     | -               | Вілла | Ялта                                                                                   |                                                                                             | вул. Чехова, 28 | Рішення КО від 19.02.1991 № 39 |      |
| 98                     | -               | Колишній житловий будинок                                                                                           |                                                                                        | Ялта                                                                                        | вул. Чехова, 7 | Рішення КО від 19.02.1991 № 39 |      |
| 99                     | -               | Колишній житловий будинок                                                                                           |                                                                                        | Ялта                                                                                        | вул. Чехова, 8 | Рішення КО від 19.02.1991 № 39 |      |
| 100                    | -               | Церква Вознесіння Христового                                                                                        | XIX ст.                                                                                | Ялта                                                                                        | вул. Щербака, 6 | Рішення КО від 20.02.1990 № 48 |      |
| 101                    | 1214-Н          | Садиба М. Н. Водарської                                                                                             |                                                                                        | Ялта                                                                                        | вул. Щорса, 14 | Постанова РМ УРСР від 06.09.1979 № 442, діл. № 1214; Наказ Рескомітету з охорони та використання пам'яток історії та культури від 02.04.2001 № 4-в, рег. № 22/308 від 17.04.2001 р. ГУ юстиції Мінюстиції Україні в АРК                                   |      |
| м. Алупка              |                 | |                                                                                        |                                                                                             | | |      |
| 1                      | -               | Колишня дача А. А. Боброва та флігель                                                                               | к. XIX — п. XX ст. (1901–1902 рр..)                                                    | Алупка                                                                                      | вул. 1-го Травня, 7, колишній дитсадок та житловий будинок санаторію « Зелений мис» | Рішення КО від 15.04.1986 № 164; Рішення Ялтинського міського виконавчого комітету від 24.01.1992 № 64 |      |
| 2                      | 1215-Н          | * Комплекс споруд Воронцовського палацу                                                                             | 1824-1878 рр..                                                                         | Алупка                                                                                      | вул. Дворцове шосе, 18 | Постанова РМ УРСР від 06.09.1979 № 442, діл. № 1215; Рішення КО від 22.05.1979 № 284; Рішення КО від 20.02.1990 № 48 |      |
| 3                      | -               | Корпус № 2 санаторію «Гірське сонце»                                                                                | 50-і роки XX ст.                                                                       | Алупка                                                                                      | вул. Дворцове шосе, 8 | Рішення КО від 20.02.1990 № 48 |      |
| 4                      | -               | Палац Воронцовський перший (Азійський павільйон)                                                                    | 1828 р.                                                                                | Алупка                                                                                      | вул. Дворцове шосе, 9 | Рішення КО від 20.02.1990 № 48; Рішення КО від 15.04.1986 № 164 |      |
| 5                      | -               | Колишня дача Шідокірского                                                                                           | початок XX ст.                                                                         | Алупка                                                                                      | вул. Кірова, 16 | Рішення КО від 15.04.1986 № 164 |      |
| 6                      | -               | Колишня дача Смурова                                                                                                | кінець XIX ст.-початок XX ст.                                                          | Алупка                                                                                      | вул. Кірова, 19 | Рішення КО від 15.04.1986 № 164 |      |
| 7                      | -               | Дача Д. А. Мілютіна (Гана)                                                                                          | 1911 р.                                                                                | Алупка                                                                                      | вул. Кошового, 1 | Рішення КО від 20.02.1990 № 48 |      |
| 8                      | -               | Будинок житловий | кінця XIX ст.                                                                          | Алупка                                                                                      | вул. Червоних партизан, 30 | Рішення КО від 20.02.1990 № 48 |      |
| 9                      | -               | Хостел-дача К.Пелко                                                                                                 | XIX ст.                                                                                | Алупка                                                                                      | вул. Леніна, 21 | Рішення КО від 20.02.1990 № 48 |      |
| 10                     | -               | Колишня церква (храм Архангела Михайла)                                                                             | кінець XIX ст.-початок XX ст.                                                          | Алупка                                                                                      | вул. Леніна, 4 | Рішення КО від 15.04.1986 № 164 |      |
| 11                     | -               | Колишня дача (пансіон для відпочинку церковно-парафіяльних вчителів), (колишня кліматична колонія Святішого Синоду) | початок XX ст. (1911–1912 рр..)                                                        | Алупка                                                                                      | вул. Леніна, 50 | Рішення КО від 15.04.1986 № 164 |      |
| 12                     | -               | Будівля адміністративне                                                                                             | кінець XIX ст.                                                                         | Алупка                                                                                      | вул. Р. Люксембург, 2/ вул. Червоногвардійська, 32 | Рішення КО від 20.02.1990 № 48 |      |
| 13                     | -               | Дача Телепчі | 2-я половина XIX ст.                                                                   | Алупка                                                                                      | вул. Р. Люксембург, 30 | Рішення КО від 20.02.1990 № 48 |      |
| 14                     | -               | Стовп межовий | XIX ст.                                                                                | Алупка                                                                                      | вул. Севастопольське шосе | Рішення КО від 20.02.1990 № 48 |      |
| 15                     | -               | Дача Медведєва | початок XX ст.                                                                         | Алупка                                                                                      | вул. Ялтинська, 5 | Рішення КО від 20.02.1990 № 48 |      |
| п. Гаспра              |                 | |                                                                                        |                                                                                             | | |      |
| Національного значення |                 | |                                                                                        |                                                                                             | | |      |
| 1                      | 010035-Н        | Археологічний комплекс «Фортеця Харакс» та некрополь                                                                | 2-а пол. I ст. н. е.-III ст. н. е.                                                     | мис Ай-Тодор, територія санаторію «Дніпро» та Ай-Тодорського маяка гідрографічної служби ЧФ | | |      |
| 2                      | 1218-Н          | Палац «Ластівчине гніздо»                                                                                           | 1912 р. (1912–1917 рр..)                                                               | Гаспра                                                                                      | вул. Алупкінське шосе, 9, літер "А " | Постанова РМ УРСР від 06.09.1979 № 442 |      |
| 3                      | 1217-Н          | Комплекс споруд палацу князя Голіцина                                                                               | 1831-1836 рр..                                                                         | Гаспра                                                                                      | вул. Севастопольське шосе, 52 | Постанова РМ УРСР від 06.09.1979 № 442, діл. № 1217 |      |
| 4                      | 1216-Н          | Дача «Кічкіне» | 1908-1911 гг.                                                                          | Гаспра                                                                                      | вул. Алупкінське шосе, 1, літер «В» | Постанова РМ УРСР від 06.09.1979 № 442 |      |
| Місцевого значення     |                 | |                                                                                        |                                                                                             | | |      |
| 1                      | -               | Ротонда | 1843 р.                                                                                | Гаспра                                                                                      | санаторій «Дніпро» | Рішення КО від 22.05.1979 № 284 |      |
| 2                      | -               | Церква Святої Ніни, колишнього маєтку «Харакс» (церква Святої Рівноапостольної Ніни)                                | XIX-ХХ ст. (1908 р.)                                                                   | Гаспра                                                                                      | вул. Алупкінське шосе, 12/4 | Рішення КО від 22.05.1979 № 284 |      |
| 3                      | -               | Особняк | середина XIX ст. (1870 р.) /Маєток великого князя М. Н. Романова "Ай-Тодор "у Гаспрі / | Гаспра                                                                                      | вул. Севастопольське шосе, 8, літер «А» (корпус № 1-їдальня), літер «Б» (спальний корпус № 1), дитячий санаторій ім. Р.Люксембург                                                               | Рішення КО від 20.02.1990 № 48 |      |
| 4                      | -               | Особняк | 1914 р./Маєток великого князя М. Н. Романова "Ай-Тодор " у Гаспрі/                     | Гаспра                                                                                      | вул. Севастопольське шосе, 8, літер «В» (спальний корпус № 2), дитячий санаторій ім. Р.Люксембург                                                                                               | Рішення КО від 20.02.1990 № 48 |      |
| п. Гурзуф              |                 | |                                                                                        |                                                                                             | | |      |
| Національного значення |                 | |                                                                                        |                                                                                             | | |      |
| 1                      | 1219-Н          | Фортеця Горзувіти                                                                                                   | VI-XV ст.                                                                              | п. Гурзуф                                                                                   | територія МДЦ «Артек», табір «Кипарисний», скеля Дженевез-Кая | Постанова РМ УРСР від 06.09.1979 р. № 442, діл. № 1219; рішення КО від 05.09.1969 р. № 595, уч. № 493 |      |
| Місцевого значення     |                 | |                                                                                        |                                                                                             | | |      |
| 1                      | -               | Павільйон при в'їзді в маєток Соловйових                                                                            | початок XX ст.                                                                         | Гурзуф                                                                                      | МДЦ «Артек» | Рішення КО від 20.02.1990 № 48 |      |
| 2                      | -               | Дача Гучкова | початок XX ст.                                                                         | Гурзуф                                                                                      | МДЦ «Артек», табір «Кипарисний» | Рішення КО від 20.02.1990 № 48 |      |
| 3                      | -               | Дача Кавкасідзе | початок XIX ст.                                                                        | Гурзуф                                                                                      | МДЦ «Артек», табір «Кипарисний» (Бібліотека) | Рішення КО від 20.02.1990 № 48 |      |
| 4                      | 4670-АР         | Комплекс дач-готелів П. І. Губоніна                                                                                 | кінець XIX ст.                                                                         | Гурзуф                                                                                      | вул. Ленінградська, 1 | Наказ МК України від 16.06.2011 № 453/0/16-11 (внесений до Державного реєстру нерухомих пам'яток України як пам'ятка історії, архітектури); Наказ МКтаТ України від 03.02.2010 № 58/0/16-10                                                               |      |
| 5                      | -               | Житловий будинок | початок XX ст.                                                                         | Гурзуф                                                                                      | вул. Ленінградська, 12 | Рішення КО від 05.06.1984 № 284 |      |
| 6                      | -               | Житловий будинок | початок XX ст.                                                                         | Гурзуф                                                                                      | вул. Ленінградська, 16 | Рішення КО від 05.06.1984 № 284 |      |
| 7                      | -               | Колишнє парафіяльне училище                                                                                         | початок XX ст.                                                                         | Гурзуф                                                                                      | вул. Ленінградська, 58 | Рішення КО від 05.06.1984 № 284 |      |
| 8                      | -               | Склеп Березини-Соловйових                                                                                           | 1902 р.                                                                                | Гурзуф                                                                                      | вул. Ленінградська, територія табору «Лазурний» МДЦ «Артек» | Рішення КО від 05.06.1984 № 284 |      |
| п. Кореїз              |                 | |                                                                                        |                                                                                             | | |      |
| Національного значення |                 | |                                                                                        |                                                                                             | | |      |
| 1                      | 1220-Н          | Палацовий комплекс «Дюльбер»                                                                                        | 1895-1897 рр.                                                                          | Кореїз                                                                                      | вул. Алупкінське шосе, 1, СК «Дюльбер» | Постанова РМ УРСР від 06.09.1979 № 442 |      |
| Місцевого значення     |                 | |                                                                                        |                                                                                             | | |      |
| 1                      | -               | Юсуповський палацово-парковий садибний комплекс                                                                     | початок XX ст.                                                                         | Кореїз                                                                                      | вул. Парковий спуск, 26; пляжна зона п. Кореїз; вул. Севастопольське шосе, вул. Південна, 5,7                                                                                                   | Постанова РМ АР Крим від 20.01.1998 № 15; Рішення КО від 20.02.1990 № 48; Наказ Рескомітету з охорони та використання пам'яток історії та культури від 02.04.2001 № 4-ов, рег. № 22/308 від 17.04.2001 ГУ юстиції Мінюстиції Україні в АРК                |      |
| 2                      | 4728-АР         | Дача Токмакових | 1885 р.                                                                                | Кореїз                                                                                      | вул. Алупкінське шосе, 22, літер "Б " | Наказ МКтаТ України від 25.10.2010 № 957/0/16-10 (внесений до Державного реєстру нерухомих пам'яток України як пам'ятка історії, архітектури та містобудування)                                                                                           |      |
| 3                      | 4672-АР         | Головний корпус санаторію «Белоруссия»                                                                              | 1914-1916 рр.                                                                          | Кореїз                                                                                      | вул. Місхорський спуск, 2, літер "А ", корпус № 1 | Наказ МК України від 16.06.2011 № 453/0/16-11; Наказ МКтаТ України від 03.02.2010 № 58/0/16-10 |      |
| п. Лівадія             |                 | |                                                                                        |                                                                                             | | |      |
| 1                      | -               | Будівля | друга половина XIX ст. (колишній палац Еміра Бухарського)                              | Лівадія                                                                                     | п. Виноградне, вул. Бахчисарайське шосе, 1, літер "Б ", корпус № 1 санаторію "Узбекистан " | Рішення КО від 20.02.1990 № 48 |      |
| 2                      | -               | Клуб-їдальня | 1935-1936 рр..                                                                         | Лівадія                                                                                     | п. Курпати | Рішення КО від 20.02.1990 № 48 |      |
| 3                      | -               | Санаторій «Гірський»                                                                                                | 1920-1950-ті гг.                                                                       | Лівадія                                                                                     | п. Курпати (п. Лівадія-1), літер «К», корпус № 1 | Рішення КО від 20.02.1990 № 48 |      |
| 4                      | -               | Пансіонат «Дружба»                                                                                                  | 1985 р.                                                                                | Лівадія                                                                                     | п. Курпати, вул. Алупкінське шосе, 12 | Рішення КО від 20.02.1990 № 48 |      |
| 5                      | 1224-Н          | Церква Покрова Богородиці                                                                                           | 1885 р.                                                                                | Лівадія                                                                                     | п. Нижня Ореанда, 12ж, літер "А " | Постанова РМ УРСР від 06.09.1979 № 442 |      |
| 6                      | 1223-Н          | Альтанка-напівротонда                                                                                               | 1843-1852 рр.                                                                          | Лівадія                                                                                     | п. Ореанда, у гори Хрестова | Постанова РМ УРСР від 06.09.1979 № 442, діл. № 1223 |      |
| п. Масандра            |                 | |                                                                                        |                                                                                             | | |      |
| 1                      | -               | Дача (садиба) Устинова М. М.                                                                                        | початок XX ст.                                                                         | Масандра                                                                                    | п. Восход, « пансіонат графа Устинова» | Постанова РМ АР Крим від 14.02.1994 № 33 |      |
| 2                      | 3811/1-АР       | Будівля головного корпусу комплексу винних підвалів «Масандра»                                                      | 1936-1955 рр..                                                                         | Масандра                                                                                    | п. Масандра, вул. Винороба Єгорова, 9, літер «Б» | Наказ МК України від 20.01.2012 № 45 |      |
| 3                      | 3811/2-АР       | Будівля верхнього підвалу та тунелі верхнього підвалу комплексу винних підвалів «Масандра»                          | 1894-1897 рр.                                                                          | Масандра                                                                                    | вул. Винороба Єгорова, 9, літер «В» | Наказ МК України від 20.01.2012 № 45 |      |
| 4                      | 3811            | Бюст Л. С. Голіцин і Бюст А. А. Єгорова                                                                             |                                                                                        | Масандра                                                                                    | вул. Винороба Єгорова, 9, територія комплексу винних підвалів «Масандра» | Постанова РМ АР Крим від 22.04.1997 № 125, діл. № 3811 |      |
| 5                      | 4617-АР         | Комплекс споруд палацу Олександра III                                                                               | 1880-1902 рр.                                                                          | Масандра                                                                                    | вул. Сімферопольське шосе, 13, 1) літер «А» | Наказ МКтаТ Україна від 15.04.2008 № 424/1/16-08 (внесений до Державного реєстру нерухомих пам'яток України як пам'ятка архітектури та містобудування, монументального мистецтва)                                                                         |      |
| 6                      | -               | Павільйон | 1812 р.                                                                                | Масандра                                                                                    | п. Нікіта, Нікітський ботанічний сад (НБС) | Рішення КО від 20.02.1990 № 48 |      |
| п. Сімеїз              |                 | |                                                                                        |                                                                                             | | |      |
| Місцевого значення     |                 | |                                                                                        |                                                                                             | | |      |
| 1                      | -               | Вілла «Червоний мак» (Пузанова В. В.)                                                                               | кінець XIX ст.-початку ХХст.                                                           | Сімеїз                                                                                      | вул. Красномаякская, 16 | Рішення КО від 20.02.1990 р. № 48 |      |
| 2                      | -               | Дача Зикова | кінець XIX ст. - початок XX ст.                                                        | Сімеїз                                                                                      | вул. Луговського | Рішення КО від 20.02.1990 р. № 48 |      |
| 3                      | -               | Пансіонат «Білий лебідь»                                                                                            | кінець XIX ст. — початку XX ст.                                                        | Сімеїз                                                                                      | вул. Луговського, 10, літер "А ", корпус № 5 санаторію ім. Семашко | Рішення КО від 20.02.1990 № 48 |      |
| 4                      | -               | Вілла «Сольбі» | кінець XIX ст. — початок XX ст.                                                        | Сімеїз                                                                                      | вул. Луговського, 10, літер «В», корпус № 6 санаторію ім. Семашко | Рішення КО від 20.02.1990 № 48 |      |
| 5                      | 4775-АР         | Будівля пансіонату Н. К. Александрова-Дольника                                                                      | початок XX ст.                                                                         | Сімеїз                                                                                      | вул. Луговського, 18, літер «А» | Наказ МК України від 20.01.2012 № 45 |      |
| 6                      | 4673-АР         | Вілла «Камея» | початок XX ст.                                                                         | Сімеїз                                                                                      | вул. Луговського, 3, літер "А ", колишній корпус № 2 санаторію ім. Семашко | Наказ МК України від 16.06.2011 № 453/0/16-11; Наказ МКтаТ України від 03.02.2010 № 58/0/16-10 |      |
| 7                      | 4674-АР         | Вілла «Миро-Маре» М.Станкевича                                                                                      | початок XX ст.                                                                         | Сімеїз                                                                                      | вул. Луговського, 4, літер «А» | Наказ МК України від 16.06.2011 № 453/0/16-11; Наказ МКтаТ України від 03.02.2010 № 58/0/16-10 |      |
| 8                      | -               | Особняк Мальцова | кінець XIX ст.-початку XX ст.                                                          | Сімеїз                                                                                      | вул. Приморська | Рішення КО від 20.02.1990 № 48 |      |
| 9                      | -               | Вілла «Хайян» | кінець XIX ст. - початок XX ст.                                                        | Сімеїз                                                                                      | вул. Радянська, 35 | Рішення КО від 20.02.1990 № 48 |      |
| 10                     | -               | Дача Стукова Ф. А.                                                                                                  | кінець XIX ст. - початок XX ст.                                                        | Сімеїз                                                                                      | вул. Радянська, 37 | Рішення КО від 20.02.1990 № 48 |      |
| 11                     | -               | Вілла Богданова М. М.                                                                                               | кінець XIX ст. - початок XX ст.                                                        | Сімеїз                                                                                      | вул. Радянська, 37 (87) | Рішення КО від 20.02.1990 № 48 |      |
| 12                     | -               | Дача «Селям» (Коробьіна К. П.)                                                                                      | кінець XIX ст.-Початку XX ст.                                                          | Сімеїз                                                                                      | вул. Радянська, 39, корпус № 2 санаторію "Юність" | Рішення КО від 20.02.1990 № 48 |      |
| 13                     | -               | Вілла М. М. Богданова (Малий Богдан)                                                                                | кінець XIX ст. — початок XX ст.                                                        | Сімеїз                                                                                      | вул. Радянська, 39, Корпус № 4 санаторію "Юність" | Рішення КО від 20.02.1990 № 48 |      |
| 14                     | -               | Дача Свіягіна Н. С.                                                                                                 | кінець XIX ст.-Початку XX ст.                                                          | Сімеїз                                                                                      | вул. Радянська, 39, літер «З», корпус № 3 санаторію «Юність» | Рішення КО від 20.02.1990 № 48 |      |
| 15                     | -               | Вілла «Нюкта» (Кузьменко В. М.)                                                                                     | 1904 м.                                                                                | Сімеїз                                                                                      | вул. Радянська, 43, літер "А " | Рішення КО від 20.02.1990 № 48 |      |
| 16                     | -               | Вілла «Мрія» (Чуйкевич В. А.)                                                                                       | кінець XIX ст.-початку XX ст.                                                          | Сімеїз                                                                                      | вул. Радянська, 64, літер «А» (корпус № 1) | Рішення КО від 20.02.1990 № 48 |      |
| 17                     | -               | Дача «Ксенія» | початок XX ст.                                                                         | Сімеїз                                                                                      | вул. Радянська, 64, літер «Б» (корпус № 2), «В», «Г», "Д " | Рішення КО від 20.02.1990 № 48 |      |
| 18                     | -               | Вілла «Нора» (Суботіних)                                                                                            | кінець XIX ст. - початок XX ст.                                                        | Сімеїз                                                                                      | вул. Радянська, 68 | Рішення КО від 20.02.1990 № 48 |      |
| 19                     | -               | Особняк інженера Семенова                                                                                           | кінець XIX ст. - початок XX ст.                                                        | Сімеїз                                                                                      | вул. Радянська, 70 (74) | Рішення КО від 20.02.1990 № 48 |      |
| 20                     | -               | Вілла «Діва» (Семенова В. Н.)                                                                                       | кінець XIX ст.-початку XX ст.                                                          | Сімеїз                                                                                      | вул. Радянська, 72 | Рішення КО від 20.02.1990 № 48 |      |
| п. Форос               |                 | |                                                                                        |                                                                                             | | |      |
| Національного значення |                 | |                                                                                        |                                                                                             | | |      |
| 1                      | 1222-Н          | Палац «Меллас» | 30-40-і роки XIX ст.                                                                   | Форос                                                                                       | п. Санаторне, вул. Гагаріна, 15, літер «С», «Х» (корпус № 1, № 2 санаторію «Меллас») | Постанова РМ УРСР від 06.09.1979 № 442 |      |
| 2                      | 1225-Н          | Церква Воскресіння Христового                                                                                       | 1892 р.                                                                                | Форос                                                                                       | п. Форос, поблизу перевалу Байдарські ворота | Постанова РМ УРСР від 06.09.1979 № 442, діл. № 1225 |      |
| 3                      | 1227-Н          | Палац Кузнецова | 1834-1889 рр.. (будинок, в якому працювали А. М. Горький та Ф. І. Шаляпін)             | Форос                                                                                       | вул. Фороський узвіз, 1, корпус № 1, літер «Ю», територія санаторію «Форос» | Постанова РМ УРСР від 06.09.1979 № 442, діл. № 1227 |      |
|                        |                 | |                                                                                        |                                                                                             | | |      |